# Пятино (Сокольский район)
Пятино — деревня в Сокольском районе Вологодской области.
Входит в состав Боровецкого сельского поселения, с точки зрения административно-территориального деления — в Боровецкий сельсовет.
Расстояние по автодороге до районного центра Сокола — 6,5 км, до центра муниципального образования Обросова — 4,5 км. Ближайшие населённые пункты — Власово, Бекренево, Окулиха, Есипово.
По переписи 2002 года население — 42 человека (16 мужчин, 26 женщин). Преобладающая национальность — русские (93 %).